# خدا قوت
خدا قوت فیلمی به کارگردانی عباس کسایی و نویسندگی محمدعلی بندانی محصول سال ۱۳۵۶ است.

## خلاصه داستان
"مهری" و "کیوان" با والدینشان تعطیلات را در بندر می‌گذرانند. مهری دلباخته جوانی به نام "همت" و کیوان نیز شیفته‌ی خواهر همت (زینت) می‌شود. علیرغم موافقت والدینشان این دو زوج تصمیم به ازدواج می‌گیرند. "زینت" و کیوان ازدواج می‌کنند و همت برای خرید عروسی راهی تهران می‌گردد. ولی پولش را گم می‌کند و چون روی بازگشت ندارد در تهران باقی می‌ماند. زینت مورد بی‌مهری خانواده قرار می‌گیرد و وقتی فرزندش را به دنیا می‌آورد (فرزندش سیاه پوست است)! کیوان او را به دیلل خیانت از خود می‌راند. دکتر خانواده زینت را پناه می‌دهد و مهری به لحاظ سرزنش والدینش دست به انتخار می‌زند، اما یک سلسله ماجرا و اقداماتی که وسیله دکتر صورت می‌گیرد، مشکل را برطرف کرده و دو زوج زندگی آرامی را درپیش می‌گیرند.

## بازیگران
- نعمت اله آغاسی آزموده
- شهناز تهرانی
- منوچهر والی زاده
- شهلا یوسفی
- محمدعلی بندانی
- نعمت اله گرجی
- حمیده خیرآبادی
- منوچهر فرید
- گرامی
- واهان
- ذبیح‌الله ذبیح‌پور
- علی دهقان
- رضا حاجیان
- عباس مختاری
- نصر
- راحله
- شیوا
- جمشید مهرداد